# Sándor Peisch
Sándor Peisch (* 2. März 1949 in Budapest) ist ein ungarischer Ökonom, Übersetzer und Diplomat.

## Leben
Peisch schloss 1972 sein Studium der Wirtschaftswissenschaften auf der Budapester Karl-Marx-Universität (heute Corvinus-Universität) ab. Ein Jahr später absolvierte er die Ausbildung auf der Loránd-Eötvös-Universität in Budapest zum Fachübersetzer für Geisteswissenschaften. 1981 erlangte Peisch die Habilitation. Im Jahr 2000 vollzog er die Erweiterte Qualifikationsprüfung für Beamte.
Gesellschaftlich engagiert er sich seit 1991, als er von da an bis 1994 das Amt des Generalsekretärs des Ungarischen Rates der Europäischen Bewegung übernahm. Seine Ämter, die er anschließend bis heute bekleidet, sind Vizepräsident des Ungarischen Rates der Europäischen Bewegung, Mitglied des beratenden Ausschusses der Stiftung für Europäische Studien, Mitglied des Ungarischen Atlantischen Rates und Mitglied der Ungarischen Gesellschaft für Auswärtige Angelegenheiten.
Peisch ist verheiratet und hat zwei Kinder.

## Berufliches
Die berufliche Laufbahn von Sándor Peisch begann 1972 als Ministerialreferent im ungarischen Außenministerium. Dieses Amt unterbrach er 1974 für fünf Jahre, um als Protokoll- und Presseattache der Botschaft in Berlin zu dienen. 1985 stieg Peisch zum leitenden Mitarbeiter des Außenministeriums auf. Im selben Jahr wurde er zum stellvertretenden Botschafter in Bonn ernannt. 1991 erhielt Sándor Peisch den Posten des Ministerialdirektors für westeuropäische und nordamerikanische Staaten sowie für Presse und Information. Für fünf Jahre war Peisch ab 1994 Botschafter in Wien und wurde am 4. Dezember 2002 nach Berlin versetzt und war bis Ende Juli 2010 Botschafter der Republik Ungarn in Deutschland.

## Auszeichnungen
Sándor Peisch wurde 1999 mit dem Großen Goldenen Ehrenzeichen am Bande für Verdienste um die Republik Österreich ausgezeichnet.
2002 wurde ihm die Auszeichnung als  Großoffizier des belgischen Leopoldsordens verliehen.